# Alexander von Zemlinsky

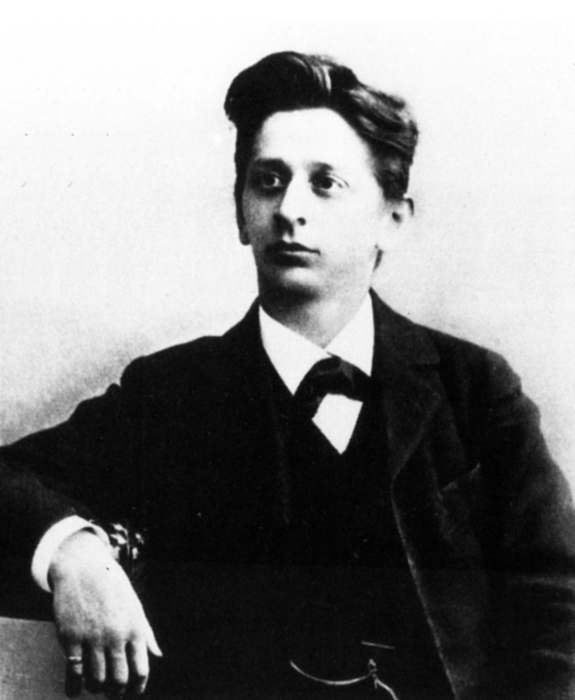
Alexander Zemlinsky

Alexander (von) Zemlinsky, Pseudonym Al Roberts, (* 14. Oktober 1871 in Wien; † 15. März 1942 in Larchmont, New York) war ein österreichischer Komponist und Dirigent. Sein Vater war der Schriftsteller und Journalist Adolf von Zemlinszky.

## Leben

### Herkunft
Zemlinskys Großvater, Anton Semlinsky, stammte aus einem katholischen Elternhaus des damals ungarischen Zsolna (heute Žilina in der Nordslowakei) und siedelte sich in der ersten Hälfte des 19. Jahrhunderts im 2. Wiener Gemeindebezirk Leopoldstadt an. Sein Sohn Adolf wurde am 23. April 1845 in Wien geboren. Um seinen Ambitionen als Schriftsteller nachzuhelfen, wandelte Adolf Semlinsky die slawische Schreibweise seines Namens in die ungarische um und fügte ein nie bestätigtes Adelsprädikat hinzu. Als Adolf von Zemlinszky arbeitete er in der Folge als Schreibkraft bei einer Versicherung und heiratete 1871 Clara Semo (1848–1912), nachdem er 1870 aus der katholischen Kirche ausgetreten und in die türkisch-israelitische Gemeinde aufgenommen worden war. Clara Semo stammte aus einem jüdisch-muslimischen Elternhaus. Durch die Heirat wurde Adolf Mitglied der sephardischen Gemeinde Wiens. Alexander von Zemlinszky wurde am 14. Oktober 1871 in der Wohnung seiner Eltern (Odeongasse 3) in der Leopoldstadt geboren. Als Clara zum zweiten Mal schwanger wurde, übersiedelte die Familie in die Springergasse 6. Am 26. März 1874 wurde Bianca geboren, die im Alter von fünf Wochen starb. Am 7. September 1877 kam das dritte Kind, Mathilde, zur Welt. Im Jahre 1882 zog die Familie in die Pillersdorfgasse 3.

### Erste musikalische Erfahrungen
Im Alter von vier Jahren kam der junge Alexander erstmals in Kontakt mit Musik. Sein Vater hatte einen Freund der Familie als Untermieter aufgenommen, der sein Piano mitbrachte. Dieser ließ seinem Sohn Klavierunterricht erteilen und erlaubte auch Alexander, am Unterricht teilzunehmen. Da er wesentlich rascher Fortschritte machte, bekam Alexander bald einen eigenen Lehrer und wurde intensiv gefördert. 1881, im Alter von zehn Jahren, wurde er in den neu gegründeten Tempelchor der sephardischen Gemeinde aufgenommen. Als er drei Jahre später in den Stimmbruch kam, konnte er als musikalischer Begleiter der Chorproben und durch sein Orgelspiel in der Synagoge erstmals ein Taschengeld verdienen. Musikalisch beeinflusste ihn die geistliche, sephardische Musik aber nur gering. Als Kind mit der Musik Mozarts aufgewachsen, entdeckte er rasch Brahms und Wagner. Lediglich eine von ihm komponierte Motette mit dem Titel Hochzeitsgesang für die Heirat der Tochter des Kantors 1896 ist belegt.

### Schulische Ausbildung
Im Alter von sechs Jahren wurde Alexander von seinen Eltern in der sephardischen Schule Midrasch Eliahu in der Novaragasse angemeldet. Neben Rechnen, Schreiben und Lesen wurde Alexander dort in der Torah und Tefillot (Bibel und Gebete) sowie im sephardischen Ritus (Minhag) unterrichtet. Zwei Jahre später wechselte er in eine allgemeine Volksschule, in der er oftmals Klassenbester war. Kurz vor seinem dreizehnten Geburtstag meldete Adolf von Zemlinszky seinen Sohn am Konservatorium der Gesellschaft der Musikfreunde in Wien an, wo er die Prüfung bestand und im Herbst 1884 in die Klavierklasse von Wilhelm Rauch aufgenommen wurde. Hier umfasste sein Lehrplan an der Vorbildungsschule Klavier und Theorie; vom Chor wurde er wegen eines vier Jahre währenden Stimmbruchs befreit.

### Weiteres Studium und erste Erfolge
Nach drei Jahren wurden Zemlinskys Fortschritte geprüft, und er erhielt ein Rubinstein-Stipendium von 1.000 Gulden pro Jahr. Von diesem Geld sowie von Privatunterricht und der Teilnahme bei Wettbewerben finanzierte er vorerst sein Leben. Nach der 1887 bestandenen Prüfung wechselte er in die sogenannte Ausbildungsschule und absolvierte die Klavierklasse von Anton Door. Zudem lernte er zwei Jahre Theorie bei Franz Krenn und Robert Fuchs, wobei letzterer starken Wert auf die klassische Musik legte und die Neudeutsche Schule um Liszt und Wagner ablehnte. Dies wurde jedoch durch das vielschichtige Musikleben Wiens ausgeglichen. Aus seiner Zeit in der Klasse Doors ist eine Mappe erhalten, die kurze Stücke, Skizzen und Fragmente von Klaviermusik, Liedern und Kammermusik sowie unvollendete Kadenzen zu Beethovens G-Dur-Klavierkonzert und eine kurze Skizze zu einem eigenen Klavierkonzert enthält.
Gegen Ende seines Studiums bekam Zemlinsky erstmals auch einige Möglichkeiten für Auftritte als Solist. 1889 spielte er beim Konservatoriumskonzert den Solopart in einem Klavierkonzert von Robert Fuchs, ein Jahr später gewann er beim jährlichen Klavierwettbewerb des Konservatoriums mit den Händel-Variationen von Brahms die Goldmedaille sowie einen Flügel der Firma Bösendorfer. Trotz dieser Erfolge strebte Zemlinsky keine Solokarriere an oder schrieb eigene Konzerte, vielmehr war er ein begehrter Pianist und Begleiter der wohlhabenden Wiener. Nach seinem Pianistendiplom 1890 blieb Zemlinsky weitere zwei Jahre als Komponistenstudent am Konservatorium, wo er Unterricht bei Johann Nepomuk Fuchs erhielt. 1891 komponierte er mit den Ländlichen Tänzen op. 1. sein erstes Werk, das beim Musikverleger Breitkopf & Härtel in Leipzig erschien. Zemlinsky war jedoch mit der Veröffentlichung sehr unzufrieden, da er wahrscheinlich befürchtete, als Komponist leichter Werke zu gelten. Deshalb dauerte es fünf Jahre, bis er sich wieder an einen Verlag wandte. Seine Abschlussarbeit, eine Symphonie in d-Moll [Nr. 2], wurde 1892 im Konservatorium aufgeführt. Die Kritik stand dem Werk durchwegs positiv gegenüber.

### Erste Erfolge
1892 wurde Zemlinsky erstmals von der Militärbehörde gemustert, jedoch wegen seiner Größe (159 cm) und Statur 1894 endgültig als wehruntauglich eingestuft. Während seiner Studienzeit knüpfte Zemlinsky aber auch zahlreiche Freundschaften, darunter mit dem Dirigenten Artur Bodanzky, dem Musikwissenschaftler Hugo Botstiber, dem Cellisten Friedrich Buxbaum und dem Musikkritiker Richard Heuberger. Auch der Eintritt 1893/94 in den 1884 von Anton Door gegründeten Wiener Tonkünstlerverein öffnete Zemlinsky viele Türen. 1895 initiierte Zemlinsky den „Musikalischen Verein Polyhymnia“, der verschiedene Amateurgruppen der Leopoldstadt koordinierte, jedoch nur bis zum März 1896 bestand. Hier lernte Zemlinsky vermutlich auch Arnold Schönberg kennen, dem er Unterricht gab und in die Wiener Musikkreise einführte. Daraus entwickelte sich eine lebenslange Freundschaft. Mit seiner Oper Sarema, die zwischen 1893 und 1895 entstand, gewann Zemlinsky 1896 den Luitpoldpreis. Sarema wurde in der Folge in der Saison 1897/98 an der Münchner Hofoper uraufgeführt und begeistert aufgenommen. Dennoch wurde die Oper nur 1899 in Leipzig aufgeführt und verschwand daraufhin für fast ein Jahrhundert im Archiv der Bayerischen Staatsbibliothek. Weitere wichtige Kompositionen waren unter anderem die Vier Balladen für Klavier (1893/94), eine Suite für Orchester und die 1897 komponierte Symphonie in B-Dur [Nr. 3], mit der er den Beethoven-Preis des Tonkünstlervereins gewann. Bereits 1896 hatte Zemlinsky die Kantate Frühlingsbegräbnis geschrieben (nachträglich dem Andenken an Brahms gewidmet). 1897 bis 1899 entstand die Oper Es war einmal …, die Gustav Mahler zur Uraufführung brachte. Die Premiere am 22. Januar 1900 an der Wiener Hofoper war ein voller Erfolg.
Infolge des Luegerischen Antisemitismus und der Dreyfus-Affäre verschlechterte sich das Klima gegenüber den Juden in Wien. Zemlinsky, der weder an Politik noch an Religion interessiert war, trat in diesem Klima 1899 aus der Israelitischen Kultusgemeinde aus. Seine Schwester Mathilde vollzog diesen Schritt 1901 und heiratete in diesem Jahr auch den Freund und Schüler ihres Bruders, Arnold Schönberg. Um die Jahrhundertwende wurde Zemlinsky Freimaurer. Um etwa 1906 konvertierte er zum Protestantismus. Auch änderte er die Schreibweise seines Namens, indem er das pseudo-ungarische z wegließ und sein vermutlich unrechtmäßiges Adelsprädikat „von“ nur noch bei Auftritten als Dirigent verwendete. Auch verlegte er sein offizielles Geburtsdatum vom 14. Oktober 1871 auf den 4. Oktober 1872. Spätestens um 1900 hatte Zemlinskys Stil auch seinen unverwechselbaren Charakter gefunden. Er strebte danach, „seine Musik bis an die äußersten Grenzen tonaler Harmonik voranzutreiben. Tonart ist kein absoluter Wert mehr und wird allmählich durch Timbre ersetzt, formaler Zusammenhalt, von jeglichem System tonaler Beziehungen befreit, ist zunehmend auf die kurze Motivzelle angewiesen.“ Zemlinsky bevorzugte dabei die Tonart d-Moll.

### Alma Schindler

Alma Schindler, um 1900

1900 lernte Zemlinsky bei der Uraufführung seiner Kantate Frühlingsbegräbnis im Goldenen Saal des Wiener Musikvereins die junge Alma Schindler kennen und wurde ihr Musiklehrer. Unter seiner Führung komponierte sie eine Reihe von Liedern. Nach und nach entwickelte sich aus dieser Beziehung auch eine Liebschaft. Zemlinsky widmete seiner Geliebten die 1899 komponierten Fünf Gesänge op. 7. Alma Schindler bewunderte die Musik und die Intelligenz Zemlinskys und war fasziniert von seiner erotischen Ausstrahlung, obwohl sie den kleingewachsenen Zemlinsky nicht attraktiv fand. Sie schrieb in ihr Tagebuch: „Eine Carricatur – kinnlos, klein, mit heraus quellenden Augen und einem zu verrückten Dirigieren.“ Zemlinsky liebte Alma abgöttisch („Ich will dich – mit jedem Atom meines Fühlens!“), lehnte aber ihr oberflächliches Gesellschaftsleben ab und beschied ihr: „Entweder Sie componieren oder Sie gehen in Gesellschaften – eines von beiden. Wählen Sie aber lieber das, was Ihnen näher liegt – gehen Sie in Gesellschaften.“ Alma erlaubte Zemlinsky jede Intimität bis auf die letzte und raubte ihm damit fast den Verstand. Er erwartete eine Frau, die sich mit ihm und für ihn aus der Öffentlichkeit zurückzog, was für Alma nicht in Frage kam. Letztlich entschied sich Alma aber gegen Zemlinsky und heiratete 1902 den 19 Jahre älteren Hofoperndirektor Gustav Mahler. Die Beziehung zu Alma Schindler wurde zur Inspirationsquelle von Zemlinskys Oper Der Zwerg (nach Oscar Wilde, uraufgeführt 1922). Zemlinsky trauerte lange Zeit der Liaison mit Alma nach und verlobte sich erst 1905 mit Ida Guttmann, die er am 21. Juni 1907 heiratete. Am 8. Mai 1908 kam Tochter Johanna Maria zur Welt.

### Karrierebeginn als Dirigent und Musikdirektor

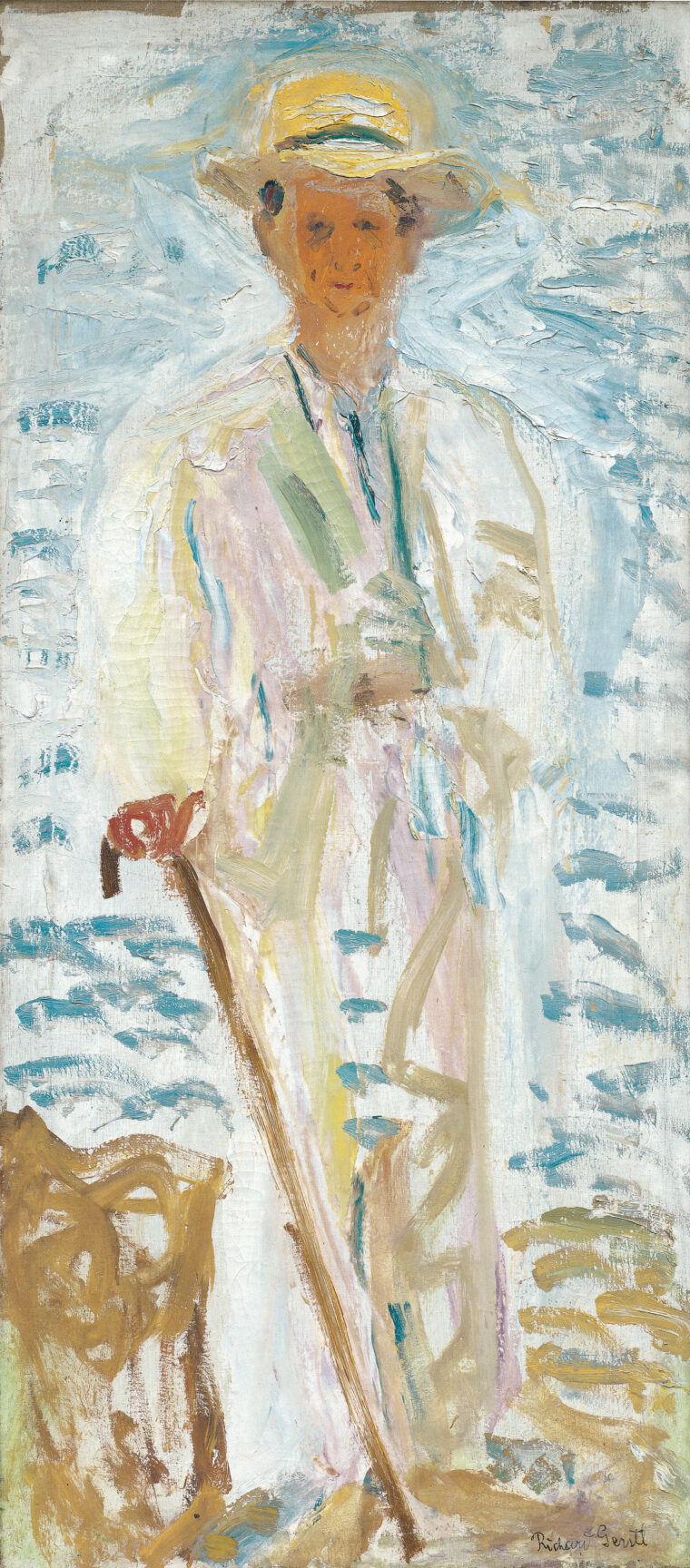
Bildnis Alexander von Zemlinsky, Richard Gerstl, Juli 1908.

Im Jahr 1900 starb Zemlinskys Vater Adolf. Im Andenken an ihn vertonte der Sohn den 83. Psalm für 4 Soli, Chor und großes Orchester. Das Werk kam jedoch erst 1987 zur Uraufführung. Da Zemlinskys Vater nicht für den Erhalt seiner Familie vorgesorgt hatte, musste nun sein Sohn diese Aufgabe übernehmen. Da dafür sein bescheidenes Einkommen durch Unterrichten, Begleiten und das Erstellen von Arrangements nicht ausreichte, nahm er das Angebot an, Chefdirigent am Carltheater zu werden. Für Zemlinsky war das Engagement eine lästige Aufgabe, die ihn vom Komponieren abhielt, aber durch das er ein geregeltes Einkommen bezog. Nachdem seine Bewerbung in Breslau 1901 abgelehnt worden war, verlängerte Zemlinsky seinen Vertrag am Carltheater und begann im selben Jahr mit der Vertonung des Balletts Der Triumph der Zeit von Hugo von Hofmannsthal. Da Mahler das Ergebnis jedoch missfiel, wurden nur Teile des Werkes in Umlauf gebracht. So brachte etwa Zemlinsky drei Stücke aus dem 2. und 3. Akt 1903 als Drei Ballettstücke zur Aufführung. Auch der 1904 von Zemlinsky als Ein Tanzpoem revidierte 2. Akt wurde erst in den 1990er Jahren auf die Bühne gebracht. 1902 bis 1903 arbeitete Zemlinsky an der Fantasie für Orchester Die Seejungfrau nach dem Märchen von Hans Christian Andersen. 1903 konnte der Komponist endlich seine Stelle als Dirigent am Carltheater aufgeben und wechselte im September zum Theater an der Wien. Im September 1904 wurde Zemlinsky von Rainer Simons, dem neuen Direktor des Kaiser-Jubiläums-Stadttheaters, der späteren Volksoper, als Musikdirektor engagiert. Zemlinsky konnte schon bald das Niveau des unerfahrenen Ensembles heben. Während seiner Zeit an der Volksoper arbeitete Zemlinsky an den Opern Der Traumgörge, die einige Anspielungen auf Alma Mahler-Werfel enthält, und Kleider machen Leute. Auf der Suche nach materiellen Verbesserungen nahm Zemlinsky schließlich Verhandlungen mit der Hofoper Dresden auf. Als Mahler ihm ein fixes Engagement an der Hofoper in Wien anbot, wechselte Zemlinsky 1907 dorthin. Nachdem Mahler durch Felix Weingartner ersetzt worden war (ab Januar 1908), wurde jedoch die Premiere des Traumgörge abgesagt. Da Weingartner Zemlinsky auch keine weiteren Repertoireaufführungen anvertrauen wollte, endete Zemlinskys Vertrag bereits im Februar 1908, und Zemlinsky kehrte an die Volksoper zurück, jedoch nicht mehr als Musikdirektor, sondern als erster Kapellmeister. Zemlinsky bewarb sich in der Folge um die Stelle des ersten Kapellmeisters in Mannheim, dürfte letztlich 1910 aber nur phasenweise dort gewirkt haben. Am 29. April 1910 verabschiedete sich Zemlinsky endgültig mit der Aufführung von Tannhäuser von der Wiener Volksoper. Nach einem kurzen Engagement bei den Operettenfestspielen des Münchner Künstlertheaters von Max Reinhardt im Sommer 1911 folgte Zemlinsky noch im selben Jahr dem Ruf des Neuen Deutschen Theaters (heute: Státní opera Praha) in Prag, das ihn ab September als Musikdirektor verpflichtete.

### Zemlinsky als Musikdirektor in Prag
Das Neue Deutsche Theater wurde fast ausschließlich aus privaten Spenden des deutschsprachigen Bevölkerungsanteils finanziert. Tschechische Opernbesucher waren hier kaum anzutreffen. Schon die ersten Aufführungen Zemlinskys von Fidelio, Tannhäuser und Der Freischütz waren ein voller Erfolg. Zemlinsky selbst erhielt insbesondere für seine Art, hinter das Werk zurückzutreten, lobende Kritiken. In der Folge baute er das Repertoire immer mehr aus, kam jedoch selbst kaum zum Komponieren. Dafür wurde seine Oper Es war einmal … in der Spielzeit 1912/13 als erste Novität der Spielzeit aufgeführt, die Uraufführung seiner Oper Der Traumgörge 1914/15 musste hingegen wegen des Kriegsausbruchs abgesagt werden. Trotz des Erfolgs bei den Kritikern waren Zemlinsky und der Operndirektor des Neuen Deutschen Theaters, Heinrich Teweles, nicht mit der Qualität der Aufführungen zufrieden und entließen 1912 zahlreiche Künstler und Techniker. Durch die starke berufliche Beanspruchung war Zemlinsky seit dem Sommer 1910 kaum mehr zum Komponieren gekommen. Erst 1913 fand er wieder Zeit und begann mit seinem 2. Streichquartett, das er Schönberg widmete, jedoch erst 1915 fertigstellen konnte. Hinzu kam eine Bühnenmusik zu William Shakespeares Cymbeline. Danach widmete er sich sofort den Arbeiten zu seinem Operneinakter Eine florentinische Tragödie nach dem Drama von Oscar Wilde in der deutschen Übertragung von Max Meyerfeld, wobei das Particell in nur neun Wochen fertiggestellt war. Der Ausbruch des Krieges führte am Neuen Deutschen Theater zu großen Problemen. Zahlreiche Ensemble-Mitglieder wurden zum Militärdienst eingezogen, weitere wurden auf Grund der budgetären Situation entlassen. Zemlinsky selbst versuchte während der Kriegszeit die Stelle des Musikdirektors in Mannheim und Frankfurt am Main zu erlangen, scheiterte, auch auf Grund seiner Gehaltsvorstellungen.
Nach dem Ende des Ersten Weltkriegs versuchte Zemlinsky nach Wien zurückzukehren, fand aber keine geeignete Stelle. Er blieb nun weiter am Neuen Deutschen Theater, das zwar vom Tschechoslowakischen Staat konfisziert worden war, jedoch nun auch staatliche Förderungen erhielt. 1920 gründete die deutsche Minderheit in Prag die Deutsche Akademie für Musik und darstellende Kunst in Prag und ernannte Zemlinsky zum Rektor, der auch Komposition und Dirigieren unterrichtete. In den Nachkriegsjahren 1919 bis 1921 arbeitete Zemlinsky in Prag an einer zweiten einaktigen Oper nach einem Stoff von Oscar Wilde (Der Geburtstag der Infantin). Der Zwerg wurde 1922 in Köln unter Leitung von Otto Klemperer uraufgeführt, entsprach nicht mehr dem Zeitgeist und hatte nur mäßigen Erfolg. 1922/23 komponierte Zemlinsky die Lyrische Symphonie in sieben Gesängen für Sopran, Bariton und Orchester. Anregung für diese Komposition waren Gedichte von Rabindranath Tagore, der 1913 den Literaturnobelpreis erhalten hatte. Tagore absolvierte 1921 eine Europatournee, die ihn auch nach Prag geführt hatte. Zemlinskys „Lyrische Symphonie“ ist eine Reflexion auf seine unglückliche Liebe zu Alma Mahler. Zemlinsky wurde dazu von Gustav Mahlers „Das Lied von der Erde“ inspiriert und weigerte sich, sein Werk gemeinsam mit der unvollendet gebliebenen 10. Sinfonie Mahlers uraufführen zu lassen, die dessen Reaktion auf Almas Affäre mit dem Architekten Walter Gropius war. Der Tod seiner Schwester Mathilde 1923 veranlasste Zemlinsky 1924 zur Komposition seines 3. Streichquartetts. Nach der Uraufführung im Oktober desselben Jahres in Prag wurde das Streichquartett auch 1928 in das Programm für das Festival der IGNM in Siena aufgenommen. Diese Aufführung förderte schließlich auch Zemlinskys internationale Anerkennung. Mitte der 1920er Jahre hatte sich Zemlinsky auch über seine Wirkungsstätte Prag hinaus einen Ruf als hervorragender Dirigent erworben. Neben sporadischen Konzerten in Wien kam er 1924 auch einer Einladung zu zwei Konzerten in Rom nach, und 1926 dirigierte er das Orquestra Pau Casals in Barcelona. In Prag ließ der Ruf des Neuen Deutschen Theaters indes nach. Aus budgetären Ängsten setzte der neue Operndirektor Leopold Kramer auf Operetten und billige Revuen. Die zunehmende Kritik am Neuen Deutschen Theater führte im Dezember 1926 schließlich zum Rücktritt Kramers und Zemlinkys. Nach der Komposition seines Streichquartetts 1924 folgten auf Grund fehlender Inspiration magere Jahre. Die 1926 begonnenen Arbeiten zur Oper Der heilige Vitalis gab Zemlinsky 1927 auf. Die 1927 begonnene Komposition an einem Streichquartett blieb ebenfalls unvollendet. Erst 1994 wurden die erhaltenen Zwei Sätze für Streichquartett veröffentlicht und aufgeführt.

### Wechsel nach Berlin
Mitte 1927 wechselte Zemlinsky an die Berliner Krolloper. Sie war zu jener Zeit als Zentrum für experimentelles Musiktheater ausgerichtet worden, konnte aber aus budgetären Gründen nur eingeschränkt moderne Musik spielen. Zemlinsky wurde nur als Erster Kapellmeister engagiert und musste unter seinem jüngeren Kollegen Otto Klemperer arbeiten. Seine Arbeit fand in Berlin Respekt und Anerkennung. Eine Verehrung wie in Prag wurde Zemlinsky hier nicht zuteil. Als Erster Kapellmeister eines staatlich subventionierten Theaters verdiente Zemlinsky jedoch wesentlich mehr als während seiner Zeit als Musikdirektor in Prag. Auch ließ ihm seine Arbeit an der Krolloper wesentlich mehr Zeit. Pro Saison hatte er nur drei Premieren und sonst keine weiteren Repertoireverpflichtungen. Dadurch hatte er Zeit für zahlreiche Gastauftritte als Dirigent, die ihn nach Barcelona, Brünn, Paris, Rom, Warschau, Leningrad und andere Städte führte. Oftmals arbeitete Zemlinsky auch mit der Tschechischen Philharmonie zusammen. Nach dem Tod seiner Frau Ida 1929 komponierte Zemlinsky die Symphonischen Gesänge op. 20 und ehelichte 1930 seine Geliebte Louise Sachsel. Als Hochzeitsgeschenk komponierte Zemlinsky 1930–32 eine neue Oper, Der Kreidekreis, nach dem Stück von Klabund. Infolge der Weltwirtschaftskrise musste die Krolloper 1931 ihre Pforten schließen. Zemlinsky nutzte die Gelegenheit und widmete sich der Komposition seiner neuen Oper und absolvierte Gastauftritte in Leningrad und Prag. Zurückgekehrt nach Berlin, begann Zemlinsky mit den Proben zur Oper Aufstieg und Fall der Stadt Mahagonny von Kurt Weill. Die Produktion, von rechten Kreisen abgelehnt und höchst umstritten, wurde ein kommerzieller Erfolg. Die folgenden politischen Veränderungen und die Machtergreifung der Nationalsozialisten vergifteten das Klima für jüdische Künstler. Noch im Frühjahr 1933 verließ Zemlinsky Berlin und übersiedelte nach Wien.

### Rückkehr nach Wien

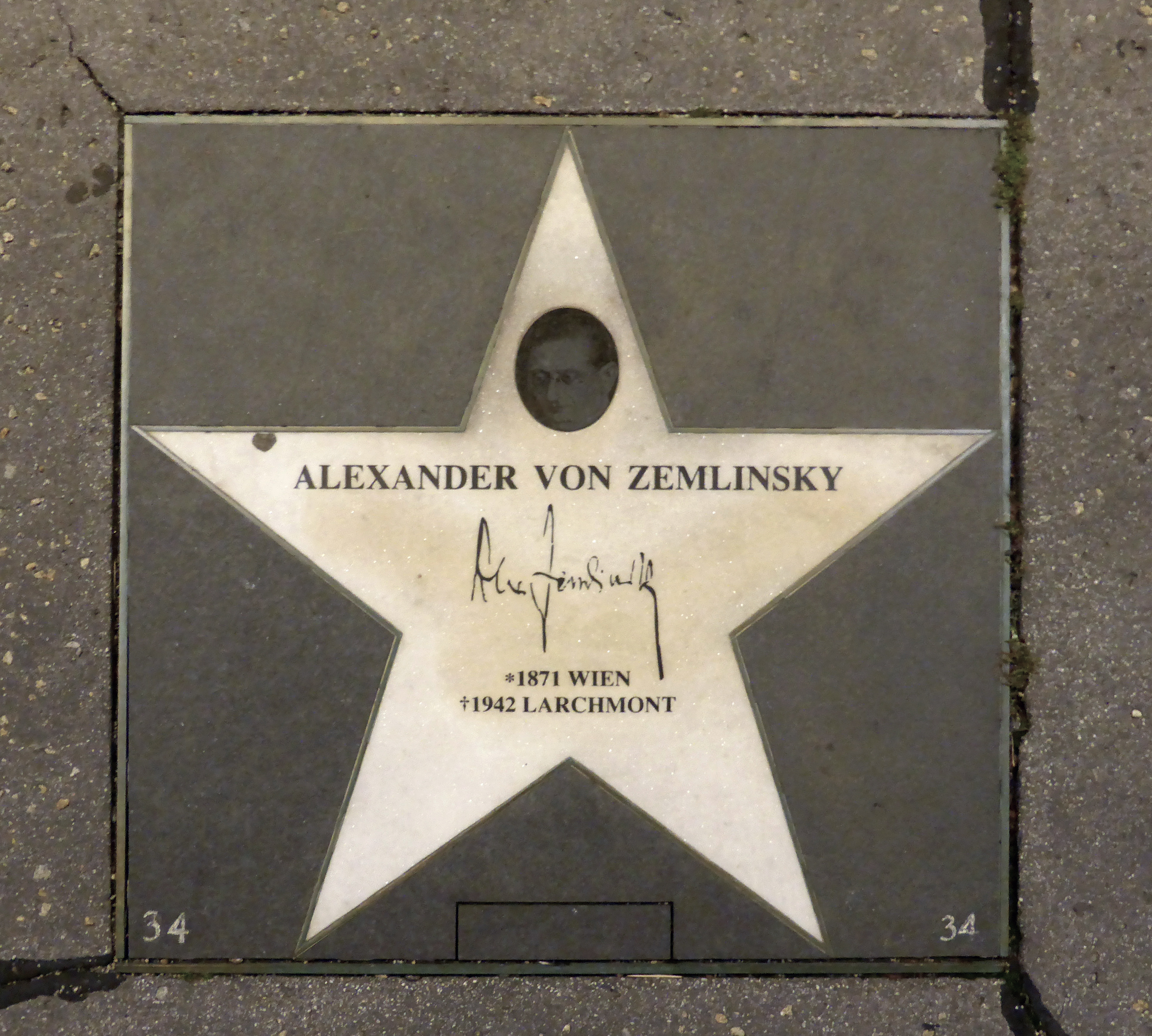
Musik Meile Wien

Nachdem Zemlinsky nach Wien zurückgekehrt war, übernahm er eine Stelle als Musikdirektor des Wiener Konzertorchesters. Seine dringlichste Aufgabe war die Überwachung der Proben für die Uraufführung seiner Oper Der Kreidekreis in Zürich. Die Uraufführung, die am 14. Oktober 1933 stattfand, brachte zwar nicht den erhofften großen Erfolg, wurde aber von den Kritikern gut aufgenommen. Die Oper war in den Jahren 1930 bis 1931 auf der Grundlage des Dramas Der Kreidekreis von Klabund entstanden.
War die ursprünglich festgelegte Uraufführung in deutschen Städten auf Grund des politischen Umsturzes abgesagt worden, so konnten in einer Phase der Konsolidierung des Nazi-Regimes bereits vor 1933 geschlossene, vertragliche Verpflichtungen für Theateraufführungen erfüllt werden. So konnte der Kreidekreis 1934 in mehreren deutschen Städten aufgeführt werden. In Berlin kam die Oper sogar 21 Mal zur Aufführung, ein Erfolg, den Zemlinsky seit mehreren Jahrzehnten nicht mehr erlebt hatte. 1934 zogen die Zemlinskys erstmals in ein eigenes Haus. Das Grundstück in der Kaasgrabengasse 24 im XIX Stadtbezirk (Döbling/Grinzing) war auf den Namen seiner Frau Louise registriert, die auch die Bauarbeiten überwachte. Entworfen wurde das Haus von Walter Loos. In nächster Nähe lebten weitere Künstler wie Egon Wellesz, Hugo Botstiber und Hans Gál. Zemlinsky nutzte die Zeit in Wien, um zu komponieren, daneben absolvierte er immer wieder Gastauftritte als Dirigent, oftmals mit der Tschechischen Philharmonie. Im Januar 1934 schuf er die Sechs Lieder op. 22, danach begann er mit den Arbeiten zur Sinfonietta op. 23. Dieses Orchesterwerk war Zemlinskys einziges größeres Werk, das er während seines fünfjährigen Wien-Aufenthalts schrieb und das noch zu seinen Lebzeiten aufgeführt wurde. Nach der Uraufführung 1935 in Prag wurde die Sinfonietta auch in Wien, Paris, Barcelona und Lausanne gespielt. Ebenfalls 1935 vertonte Zemlinsky den 13. Psalm für Chor und Orchester; zudem begann er mit der Arbeit an seiner neuen Oper Der König Kandaules. Nach dem Tod seines Freundes Alban Berg am Weihnachtsabend 1935 komponierte Zemlinsky zu seinem Andenken sein 4. Streichquartett.

### Zemlinskys Weg ins Exil
Nach dem „Anschluss“ Österreichs am 11./12. März 1938 beschloss Zemlinskys Frau Louise, noch am nächsten Tag die amerikanische Botschaft aufzusuchen, um ein Visum zu erhalten. Auch ihr Mann entschied sich nach einem Tag Bedenkzeit, das Land zu verlassen. Zemlinsky war wegen der Ereignisse ein gebrochener Mann. Wochenlang tat er überhaupt nichts; Mitte April begann er, seine Abstammung beglaubigen zu lassen. Bevor er seinen Ariernachweis einreichen konnte, musste er die Heiratsurkunde seines Vaters und die eigene Geburtsurkunde bekommen. Diese waren in der Israelitischen Kultusgemeinde verwahrt und nun in der Hand der Gestapo. Zemlinsky erkannte nun sein Dilemma: Ihm blieb nichts anderes übrig, als das Land zu verlassen. Er beantragte am 7. Mai eine Einreiseerlaubnis nach Prag, die für den 9. Juni erteilt wurde. Die Ausreise gestaltete sich als schwierig, da alle Pässe und Ausweise nach dem Anschluss erneuert werden mussten. Außerdem verlangten die Behörden eine Reichsfluchtsteuer, die 30 % auf das bewegliche Eigentum betrug. Nach der Bezahlung von 27.612 RM wurden den Zemlinskys neue Pässe ausgestellt. Das Grinzinger Eigentum fiel an den Staat (1958 verkaufte es Zemlinskys Frau nach einigen Jahren des juristischen Hin und Her für die geringe Summe von 5000 US-Dollar). Am 15. September verließ Zemlinsky mit seiner Frau das Land. Nach langem Warten erhielten die beiden im November die beantragten US-Visa. Am 23. Dezember 1938 erreichten sie per Schiff New York; zwei Kisten mit Hausrat folgten am 25. Januar 1939.

### Leben in den Vereinigten Staaten

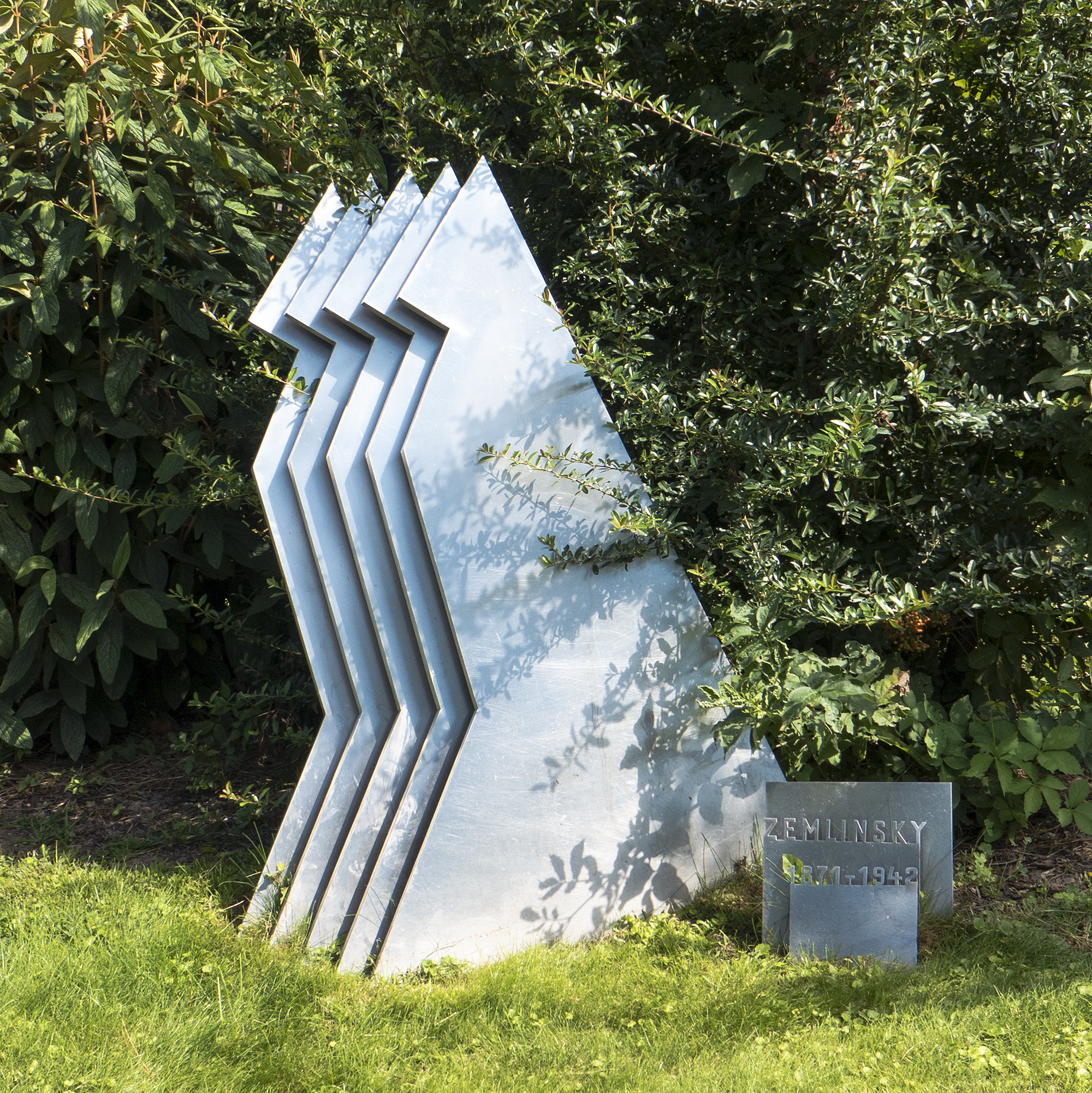
Grab von Alexander Zemlinsky auf dem Wiener Zentralfriedhof, Gruppe 33 G, Nummer 71 (Dez. 2014)

Nach der Ankunft der eigenen Möbel übersiedelten die Zemlinskys in eine Wohnung in der 46 West 83rd Street. Durch die Umstände der Flucht und des in den letzten Monaten Erlebten war die Gesundheit des Komponisten stark angegriffen, und er konnte weder unterrichten noch dirigieren. So blieb ihm nur das Komponieren als Einkommensquelle. Er begann mit einer neuen Oper, Circe. Nachdem Zemlinsky im April bereits mit dem 2. Akt begonnen hatte, befiel ihn eine schwere Nervenkrankheit, die ihm starke Schmerzen verursachte. Die Ereignisse und das in Wien Erlebte hatten bei dem Musiker einen Nervenzusammenbruch ausgelöst. Die schwere Erkrankung verschlimmerte die prekäre finanzielle Situation der Familie noch mehr. Um zumindest etwas Geld zu verdienen, überredete man Zemlinsky, populäre Songs zu schreiben, von denen Three Songs (auf Texte von Irma Stein-Firner) 1939 veröffentlicht wurden. Obwohl die Three Songs unter dem Pseudonym „Al Roberts“ verlegt werden sollten, erschienen sie unter Zemlinskys Namen. Auch schrieb der Komponist ein Jagdstück und eine Humoreske (Rondo) für Bläserquintett für den Verleger Hans Heinsheimer, der ein Repertoire für Schulen zusammenstellen wollte. Nachdem er die Humoreske Anfang Juli fertiggestellt hatte, erlitt Zemlinsky einen schweren Schlaganfall; er hatte zuvor bereits unter Bluthochdruck und Arteriosklerose gelitten. Die Folge war eine linksseitige Lähmung. Im Dezember erlitt er einen weiteren kleinen Schlaganfall. Der ursprüngliche Plan, nach Kalifornien zu ziehen, scheiterte am Gesundheitszustand Zemlinskys und seines inzwischen eingetroffenen Schwagers. Stattdessen zogen er, seine Frau und ihr Bruder ins 30 Kilometer entfernte New Rochelle, bis das Landhaus im benachbarten Larchmont fertiggestellt worden war. Zemlinskys Gesundheitszustand verschlechterte sich immer mehr, so dass der Komponist zu einem Pflegefall wurde. Kurz nach der Übersiedelung in das neue Haus erlitt Zemlinsky eine hypostatische Lungenentzündung. Am 15. März 1942 verstarb Zemlinsky, seine Asche wurde 1985 in ein Ehrengrab auf dem Wiener Zentralfriedhof (Gruppe 33 G, Nummer 71) überführt.

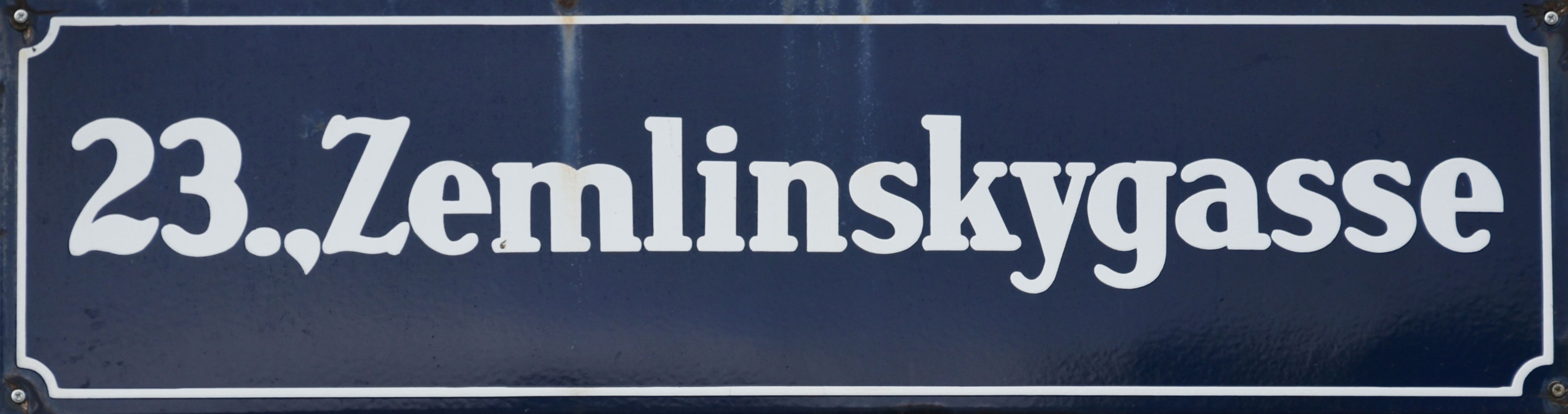
Straßenschild der Zemlinskygasse in Wien

1957 benannte man die Zemlinskygasse in Wien-Liesing nach ihm.

### Privatleben
1914 oder 1915 lernte Zemlinsky Luise (ab 1926: Louise) Sachsel (1900–1992) kennen. Sie nahm bei ihm Gesangsunterricht und trat 1918 in die Prager Kunstakademie ein. Um 1920 vertiefte sich die Beziehung zwischen den beiden. 1921 wurde Sachsel an der Akademie für Musik und darstellende Kunst aufgenommen. 1924 kehrte sie an das Neue Deutsche Theater in Prag zurück. 1926 wechselte sie an die Volksoper. Ihre Karriere endete bald, und später erklärte Sachsel immer wieder, sie habe ihre Karriere wegen ihres Mannes aufgegeben. 
Auch war Sachsel von Zemlinsky schwanger geworden, als er noch mit seiner Frau Ida verheiratet war. Um einen Skandal zu vermeiden, bestand er auf einer Abtreibung. Aufgrund des schlechten Gesundheitszustands seiner Frau und der Schulpflicht seiner Tochter sah Zemlinsky von einer Scheidung ab. Nach dem Tod Ida Zemlinskys im Januar 1929 an Leukämie ehelichte Zemlinsky seine Geliebte Louise Sachsel am 4. Januar 1930 in Berlin. Seine Tochter zog wenig später nach Wien, um Schneiderin zu werden. 
Louise von Zemlinsky war auch malerisch sehr begabt und hinterließ zahlreiche Gemälde, Aquarelle und Zeichnungen. Nach dem Tod ihres Mannes lebte sie von der Arbeit als Sozialarbeiterin und gab Zeichenunterricht für Laien. Nachdem Zemlinskys Werke wiederentdeckt und viel aufgeführt worden waren und dadurch Tantiemen erbracht hatten, errichtete sie eine Stiftung für bedürftige Musiker. Sie starb am 19. Oktober 1992 in New York.

## Werke

### Orchesterwerke
- Symphonie e-Moll [Nr. 1] (1891) [Fragment]
- Symphonie d-Moll [Nr. 2] (1892/92; UA Wien 1893)
- Suite für Orchester: Legende, Reigen, Humoreske (ca. 1895; UA Wien, 18. März 1895: Inserat in "Neue Freie Presse", 3. März 1895, S. 10)
- Lustspielouvertüre (zu Warteneggs Der Ring des Ofterdingen) (1894/95)
- Symphonie B-Dur [Nr. 3] (1897; UA Wien 1899)
- Drei Ballettstücke (Suite aus dem Ballett Der Triumph der Zeit) (1902; UA Wien 1903)
- Die Seejungfrau. Fantasie für Orchester (1902/03; UA Wien 1905)
- Lyrische Symphonie in sieben Gesängen für Sopran, Bariton und Orchester nach Gedichten von Rabindranath Tagore op. 18 (1922/23; UA Prag 1924)
- Sinfonietta op. 23 (1934; UA Prag 1935)

### Opern
- Sarema. Oper in drei Abtheilungen, Libretto vom Komponisten, Adolf von Zemlinszky und Arnold Schönberg (1893–95; UA München, 10. Oktober 1897 unter der Leitung des Kapellmeisters Hugo Röhr)
- Es war einmal … Märchenoper in einem Vorspiel und drei Aufzügen, Libretto von Maximilian Singer nach Holger Drachmann (1897–99; UA Wiener Hofoper, 21. Januar 1900. Dirigent: Gustav Mahler. Insgesamt 13 Aufführungen)
- Fried!. Oper, Libretto unbekannt. Vermutlich unvollendet. Zwei Szenen daraus wurden uraufgeführt in Wien am 25. Februar 1900 in einer Schülerproduktion der Gesangslehrerin Julie Salter-Trebic (s. Rezension in "Neue Freie Presse", 28. Februar 1900, S. 7)
- Der Traumgörge. Oper in zwei Akten und einem Nachspiel, Libretto von Leo Feld (1904–06; UA Nürnberg 1980)
- Kleider machen Leute, Libretto von Leo Feld mit Benützung von Gottfried Kellers gleichnamiger Novelle. Drei Fassungen:

1. Wiener Urfassung: Komische Oper in einem Vorspiel und drei Akten (1907–09; Kl.-A. 1910)
2. Revidierte Wiener Fassung: Musikalische Komödie in einem Vorspiel und drei Akten (Überarbeitung: 1910; Kl.-A. 1910 [sic]; UA Volksoper Wien 1910)
3. Prager Fassung: Musikalische Komödie in einem Vorspiel und zwei Akten (Überarbeitung: 1922; UA Prag 1922)
- Eine florentinische Tragödie. Oper in einem Akt op. 16, Libretto von Oscar Wilde in der Übertragung von Max Meyerfeld (1915/16; UA Stuttgart 1917)
- Der Zwerg. Ein tragisches Märchen für Musik in einem Akt [op. 17], Libretto von Georg C. Klaren frei nach Oscar Wildes Kunstmärchen Der Geburtstag der Infantin (1919–21, UA Köln 1922)
- Der Kreidekreis. Oper in drei Akten [op. 21], Libretto vom Komponisten nach Klabund (1930–32; UA Zürich 1933)
- Der König Kandaules. Oper in drei Akten [op. 22], Libretto vom Komponisten nach André Gide in der deutschen Übertragung von Franz Blei (1935/36, Instrumentierung vollendet von Antony Beaumont 1992–96; UA Hamburgische Staatsoper 1996)

### Sonstige Bühnenwerke
- Ein Lichtstrahl. Mimodrama mit Klavier, Text von Oskar Geller (1901, rev. 1902)
- Ein Tanzpoem. Eine Tanzdichtung in einem Akt von Hugo von Hofmannsthal (1901–04; UA am Opernhaus Zürich, mit dem Zürcher Opernhaus-Ballett unter der Ballettdirektion: Bernd R. Bienert, Zürich 1992) [Endgültige Fassung des unvollendeten Balletts Der Triumph der Zeit (1901)]
- Bühnenmusik zu Shakespeares Cymbeline für Tenor, Sprecher und großes Orchester (1913–15)

### Chorwerke
- Minnelied (Heinrich Heine) für Männerchor, zwei Flöten, zwei Hörner und Harfe (ca. 1895)
- Hochzeitsgesang („Baruch aba“; „Mi adir“). Motette für Kantor, gemischten Chor und Orgel (1896)
- Frühlingsbegräbnis (Paul Heyse) für Sopran, Bariton, Chor und Orchester (1896/97, rev. ca. 1903; UA Originalfassung: Wien 1900, rev. Fassung: Köln 1997)
- Frühlingsglaube (Ludwig Uhland) für gemischten Chor und Streichorchester (1896; UA Köln 1988)
- Geheimnis (Dichter unbekannt) für gemischten Chor und Streichorchester (1896, instrumentiert von Antony Beaumont; UA Wien 1995)
- Der 83. Psalm, für Soli, Chor und Orchester (1900; UA Wien 1987)
- Der 23. Psalm op. 14, für Chor und Orchester (1910; UA Wien 1910)
- Aurikelchen (Richard Dehmel) für Frauenchor (ca. 1920)
- Der 13. Psalm op. 24, für Chor und Orchester (1935; UA Wien 1971)

### Orchesterlieder
- Waldgespräch (Joseph von Eichendorff) für Sopran, zwei Hörner, Harfe und Streicher (1896; UA Wien 1896)
- Zwei Gesänge für eine Männerstimme und Orchester (1900/01, instrumentiert von Antony Beaumont; UA Köln 1999)
- Maiblumen blühten überall (Richard Dehmel) für Sopran und Streichsextett (ca. 1902/03)
- Sechs Gesänge nach Gedichten von Maurice Maeterlinck op. 13 (komp. 1913, instr. 1913/21; UA Nr. 1–3 u. 5: Wien 1913, Nr. 4 u. 6: Prag 1921)
- Symphonische Gesänge für eine Bariton- oder Altstimme und Orchester op. 20. Texte aus Afrika singt. Eine Auslese neuer afro-amerikanischer Lyrik (1929; UA Brünn 1935)
- siehe auch Orchesterwerke: Lyrische Symphonie op. 18

### Lieder mit Klavierbegleitung
- Lieder aus dem Nachlass
- Lieder op. 2 (1895/96)
- Gesänge op. 5 (1896/97)
- Walzer-Gesänge nach toskanischen Liedern von Ferdinand Gregorovius op. 6 (1898)
- Irmelin Rose und andere Gesänge op. 7 (1898/99)
- Turmwächterlied und andere Gesänge op. 8 (1898/99)
- Ehetanzlied und andere Gesänge op. 10 (1899–1901)
- Sechs Gesänge nach Gedichten von Maurice Maeterlinck op. 13 (1913)
- Sechs Lieder op. 22 (1934; UA Prag 1934)
- Zwölf Lieder op. 27 (1937)
- Three Songs (unter dem Pseudonym Al Roberts)(Irma Stein-Firner) (1939; UA Hamburg 1996)

### Kammermusik
- Drei Stücke für Violoncello und Klavier (1891; UA Wien 2006)
- Streichquintett o. O. für 2 Violinen, 2 Bratschen und Violoncello d-Moll (1895)
- Streichquartett e-Moll (1893; UA Berlin 1998)
- Sonate in a-Moll für Violoncello und Klavier (1894; UA Wien 1894)
- Zwei Sätze für Streichquintett d-Moll (1894, 1896)
- Serenade (Suite) A-Dur für Violine und Klavier (1895; UA Wien 1896)
- Trio d-Moll op. 3 für Klarinette (oder Violine), Violoncello und Klavier (1896; UA Wien 1896)
- Streichquartett Nr. 1 A-Dur op. 4 (1896; UA Wien 1896)
- Streichquartett Nr. 2 op. 15 (1913–15; UA Wien 1918)
- Streichquartett Nr. 3 op. 19 (1924; UA Leipzig 1924)
- Zwei Sätze für Streichquartett (1927; UA Toblach 1994)
- Streichquartett Nr. 4 (Suite) op. 25 (1936; UA Wien 1967)
- Quartett (Zwei Fragmente) für Klarinette, Violine, Bratsche und Violoncello (1938/39; UA Hamburg 1996)
- Jagdstück für zwei Hörner und Klavier (1939)
- Humoreske (Rondo). Schulstück für Bläserquintett (1939)

### Klavierwerke
- Ländliche Tänze op. 1 (ca. 1891; UA 1892)
- Vier Balladen: 1. Archibald Douglas, 2. Der König von Thule, 3. Der Wassermann, 4. Intermezzo (1892/93)
- Albumblatt (Erinnerung aus Wien) (1895)
- Skizze (1896)
- Fantasien über Gedichte von Richard Dehmel op. 9 (1898)
- Menuett (aus Das gläserne Herz) (1901)

## Theater und Film
- Joshua Sobol: Alma – A Show Biz ans Ende aus dem Jahr 1996 enthält unter anderem die Begegnung Alma Mahler-Werfels mit Zemlinsky. 1999 entstand daraus ein 3-teiliger gleichnamiger Fernsehfilm von Paulus Manker.